# 門前亜里
門前 亜里（かどまえ あり、1998年1月24日 - ）は、日本の女優、元アイドル。女性アイドルグループ「ハコイリ♡ムスメ」の元メンバー。
神奈川県出身。ボックスコーポレーションに所属していた。早稲田大学文化構想学部在学中。

## 略歴
- 中学2年生のときに原宿の竹下通りでスカウトされて芸能界入り[1]。
- 2012年、ドラマデザイン社主催のAI（Actress Incubation-女優養成プロジェクト-）に1期生として参加、ショートムービー数作品に出演[注 1]
- 2013年、『きっと忘れない』で映画初主演。AI（Actress Incubation-女優養成プロジェクト-）第2シーズンに参加。
- 2013年11月、『See You』で舞台初出演。
- 2014年4月、「制コレアルティメット2014」の58人に選ばれる。
- 2014年6月、同事務所所属の内山珠希、小松もか、神岡実希、鉄戸美桜、菅沼もにか、我妻桃実と7人でユニット「ハコイリ♡ムスメ」を結成。「AKIBAカルチャーズ劇場　デビュー直前アイドル5組 新人公演 〜真夏のシンデレラたち〜」に"AKIBAカルチャーズ劇場×女優志望"として水曜日公演に出演。
- 2015年5月、7月19日の定期公演をもってハコイリ♡ムスメを卒業することを発表した[2]
- 2015年7月19日、定期公演「ハコイリ♡ムスメの定期便7月号〜7月のここにある絆〜」をもってハコイリ♡ムスメを卒業[3]。
- 2016年9月、「へなちょこヴィーナス」で舞台初主演。
- 2019年、東急ハンズ渋谷店を舞台として「平成最後のアイドル」と銘打った期間限定アイドルグループ「平成シェイクHANDS」のプロデューサーに就任。3月31日に結成コンサート、4月30日には解散コンサートを行う[4]。
- 2019年7月、ハコイリ♡ムスメの沖縄合宿&写真集撮影でスタッフとして帯同[5]。また、7月28日に行われたハコイリ♡ムスメの2ndコンサートにゲスト出演した[6]。

## 人物
趣味は、半身浴、犬と遊ぶこと。特技は、ピアノ、バトントワリング。

## 出演

### 舞台
- LIPS*S 2013 Autumn Theater「See You」（2013年11月20日 - 24日、新宿シアターモリエール） - ナズナ 役
- D.C.top-hatプロデュース公演vol.1「イロノナイセカイ」（2014年5月7日 - 11日、劇場MOMO） - ヒロイン：カナデ 役
- "STRAYDOG" Produce公演「問題のない私たち」[注 2]
  - 東京公演[注 3]（2016年8月16日 - 21日、シアターグリーンBIG TREE THEATER）- 施川瑞希 役
  - 大阪公演[注 4]（2016年9月2日 - 4日、HEP HALL）- 山下翠 役
- "STRAYDOG"Seedling公演「へなちょこヴィーナス」[注 5]（2016年9月29日 - 10月3日、八幡山ワーサルシアター）- 主演：相原みどり 役
- LIVEDOG GIRLS「レディ・ア・ゴーゴー!!」[注 6]（2016年12月7日 - 18日、テアトルBONBON）- 小西深雪 役
- “STRAYDOG”Produce公演「海街diary」（2017年3月31日 - 4月2日上演、新国立劇場・小劇場） - 香田千佳 役
- junkink vol.1「Rebeat」（2017年4月26日 - 30日、千本桜ホール） - 死づか 役
- 創作ユニット タマニ第一回目の公演「猫の失踪」（2017年9月28日 - 10月1日、中野スタジオあくとれ） - 長井凛 役
- "STRAYDOG" Produce公演「海街diary」（2017年10月6日 - 8日、紀伊國屋ホール）[注 7] - 香田千佳 役

### 映画
- きっと忘れない（ショートムービー）（2013年、ドラマチックフィルム） - 主演：立花のぞみ 役[注 8]
- ぼんとリンちゃん（2014年9月20日） - 友田くるみ 役
  - 妹ちゃん達スピンオフドラマ「ニヒリストゲーム」 - 友田くるみ 役[注 9]
- 劇場版 零 ゼロ（2014年9月26日、KADOKAWA）
- 流れ星が消えないうちに（2015年11月21日、アークエンタテインメント） - 中田ゆう 役

### テレビドラマ
- でたらめヒーロー 第7話（2013年5月16日、YTV） - 女子高生 役
- 東京ガードセンター 第5話（2014年5月8日、Dlife） - 麻美 役
- 科学ドラマ大賞シナリオ部門受賞作「青春フレミング」（2014年10月19日、BSフジ）

### 広告
- イオングループ企業CM 「イオン幸せの黄色いレシート」（2015年3月 - ）